# 에이드리엔 클라크슨
에이드리엔 클라크슨(영어: Adrienne Clarkson, 중국어: 伍冰枝, CC, 1939년 2월 10일 ~)은 캐나다의 저널리스트이며 캐나다의 제26대 총독이었다.
하카계 출신으로, 글라크슨의 가족은 1941년 영국령 홍콩에서 캐나다로 망명하였다. 온타리오주 오타와에서 자랐다. 토론토 대학교 트리니티 칼리지에서 영문학을 전공하여 학사와 석사 학위를 취득한 후 프랑스 파리 대학교로 유학을 갔다왔다. 그후 클라크슨은 국영 방송국인 캐나다 방송 협회의 프로듀서와 방송인으로 일하였으며 여러 잡지 회사의 기자로도 일하였다. 그녀의 첫 외교활동은 1980년대 초반에 프랑스와 그밖의 유럽 나라에서 온타리오 주의 문화를 흥보하였던 계기였다.

## 서훈
- 1992년 캐나다 훈장 오피서(OC)
- 1999년 캐나다 훈장 컴패니언(CC, 총독에 임명됨으로써 자동 수훈)

| 전임 로메오 르블랑 | 제26대 캐나다의 총독 1999년 10월 7일 ~ 2005년 9월 27일 | 후임 미카엘 장 |

## 같이 보기
- 난민